# Chrám svatého Petra a Pavla (Petrohrad)
Petropavlovský chrám (rusky Петропа́вловский собо́р /oficiální název собор во имя первоверховных апостолов Петра и Павла – chrám ve jménu nejvyšších apoštolů Petra a Pavla/) je pravoslavný chrám v petrohradské Petropavlovské pevnosti. Architektonicky se chrám řadí mezi stavby tzv. petrovského baroka.
V chrámu se nachází hrobky ruských imperátorů.

## Dějiny

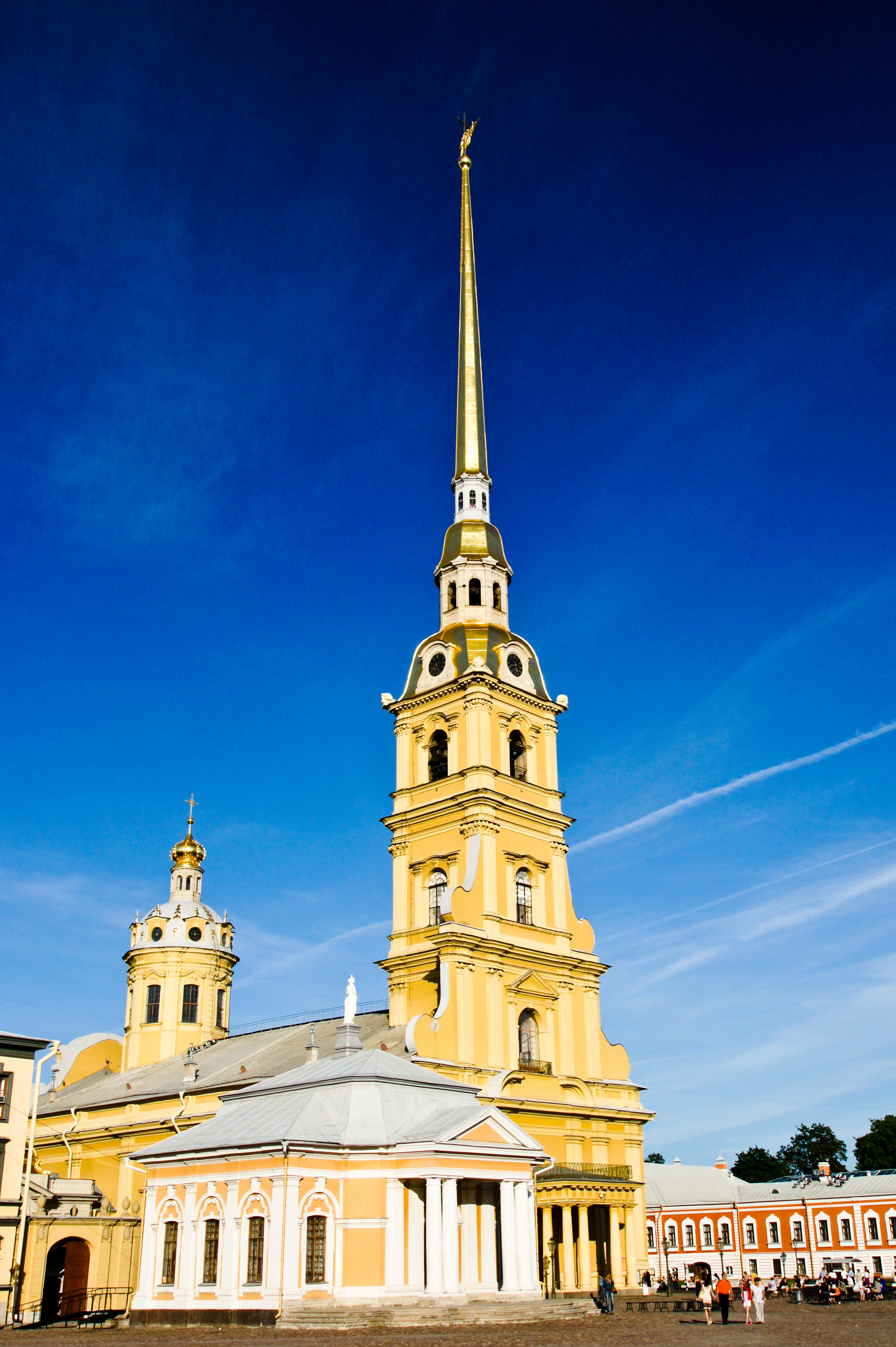
Chrám svatých Petra a Pavla

Autorem Petropavlovské pevnosti včetně chrámu je švýcarsko-italský architekt Domenico Trezzini.